# Francis Meres
Francis Meres (1565 – 29 janvier 1647) est un ecclésiastique et un écrivain anglais pendant la période élisabéthaine.

## Biographie
Francis Meres est né à Kirton dans le Lincolnshire en 1565, fils de Thomas Meres ou Meers. Cette ancienne famille, originaire du district de Fen a donné au Lincolnshire des parlementaires (en 1428, 1434 et 1441), et des hauts-shérifs (en 1437,1447, 1468 et 1485). Ainsi Francis Meres se dit parent de John Meres, haut-shérif du comté en 1596, qu'il visite à Aubourn.
Francis Meres suit ses études à Pembroke College de l'université de Cambridge, où il obtient son Bachelor of Arts en 1587 et son Master of Arts en 1591. Le 10 juillet 1593, il intègre l'université d'Oxford au plus haut niveau et obtient un autre M.A.. Apparemment son parent, John Meres, haut-shérif du Lincolnshire, l'aide financièrement au tout début de sa carrière, lui promettant même des moyens supplémentaires, s'il accepte de se fixer à Cambridge. En fait, après avoir obtenu ses diplômes de Cambridge et d'Oxford, Meres s'installe dans St George Botolph Lane (en) à Londres, où il fait profession d'écrivain et de traducteur.
Le 14 juillet 1602, il est nommé recteur de Wing dans le Rutland, où il s'occupe également d'une école. Il conserve cette résidence jusqu'à sa mort le 29 janvier 1647.
Il se marie avec une femme prénommée Maria, dont on ne connaît pas le nom de jeune fille. Elle meurt le 2 mai 1631 à l'âge de 54 ans. Son fils unique, Francis, né en 1607 et son petit-fils, Edward, reçoivent aussi leurs B.A. et M.A. à Cambridge et deviennent recteurs.

## Œuvres littéraires

### Poésies
On identifie parfois Meres avec l'auteur des vers Paradise of Dainty Devices en 1595, signé F. M., et celui de l'épigramme latin Jealous Lover, signé Francis Meres, mais sans certitude, car Meres s'est principalement consacré à la prose.

### Palladis Tamia, Wits Treasury
Meres est surtout connu pour son recueil, Palladis Tamia, Wits Treasury (« Palladis Tamia, Trésor de l'esprit »), entré au Registre des Libraires le 7 septembre 1598.
Au tournant du siècle, apparaît sous le titre commun Wit's Commonwealth toute une série de volumes. Ce sont des recueils de citations d'auteurs anglais ou de lieux communs gérés avec soin par l'éditeur John Bodenham (en). Le projet est essentiellement patriotique, visant « à remplacer l'ancien canon des auteurs et à réécrire le corpus des classiques dans la langue des poètes modernes ». La première anthologie apparaît en 1597, et elle est suivie en 1598 par celle qui, aujourd'hui, est la plus connue de la collection, le Palladis Tamia de Meres.
Dans la partie intitulée A comparative discourse of our English Poets, with the Greeke, Latine and Italian Poets (« Un traité comparatif de nos poètes anglais avec les poètes grecs, latins et italiens »), Meres agrège des similitudes et des comparaisons à la façon des Vies parallèles de Plutarque. Meres compare chaque auteur anglais avec un auteur grec, latin ou italien, accumulant les louanges sur Sidney et La Reine des fées, ainsi que sur de nombreux autres auteurs et œuvres, puisqu'il rend ainsi hommage à 125 écrivains, peintres et musiciens, sans faire grande preuve de discrimination critique, ce que confirme Peter Thomson, parlant de « l'enthousiasme dépourvu d'esprit critique » de Meres. David Ellis, à ce sujet, ironise sur le ton de l'ouvrage, le définissant comme « un guide pour idiots de la littérature anglaise de la Renaissance », et comme « un ouvrage si exhaustif et si peu critique qu'un écrivain du temps qui n'y serait pas mentionné aurait eu toute raison de se chagriner ».
Knutson souligne que Meres englobe dans sa liste les dramaturges, sans se soucier de leur classe sociale, de leur éducation, de leur succès commercial et de leurs responsabilités, réunissant l'acteur Wilson, le provincial Greene, le londonien Dekker, le fils de commerçant Kyd et le diplômé de l'université Marlowe, ainsi que des hommes à la vie modeste comme Richard Hathway et Henry Porter. Venant à Shakespeare, Meres l'associe avec Plaute pour la comédie, avec Sénèque pour la tragédie, et avec Ovide pour la poésie, déclarant que « l'esprit suave d'Ovide revit dans la langue mélodieuse et délicate de Shakespeare ».
Pourtant les universitaires sont unanimes quant à l'importance et l'intérêt de l'ouvrage, James Shapiro qualifiant même de « trouvaille majeure » sa redécouverte en 1766, tandis que Schoenbaum dit que « cet ouvrage, retrouvé au XVIIIe siècle, a une valeur inestimable, permettant aux étudiants intéressés par la Chronologie des pièces de William Shakespeare de connaître ses œuvres existant en 1598 », année de publication de Palladis Tamia. Meres a en effet complété la partie consacrée à Shakespeare par la liste de ses œuvres qu'il connaissait, en l'occurrence six comédies et six tragédies. Cette information est précieuse, car on sait ainsi de façon certaine que ces pièces ont été écrites au plus tard en 1598, permettant d'éclaircir un peu les premières années de dramaturge de Shakespeare. Anne Barton écrit dans La Pléiade, Tragédies de Shakespeare, : « Pour laconique et imparfait qu'il soit, le témoignage de Meres est important, tant il reste difficile d'établir la chronologie des premières pièces de Shakespeare ». Les œuvres citées par Meres sont les suivantes :
- Comédies :
- The Two Gentlemen of Verona : Les Deux Gentilshommes de Vérone
- The Comedy of Errors : La Comédie des erreurs
- Love's Labour's Lost : Peines d'amour perdues
- Love's Labour's Won : Peines d'amour gagnées
- A Midsummer Night's Dream : Le Songe d'une nuit d'été
- The Merchant of Venice : Le Marchand de Venise
- Tragédies :
- Richard II : Richard II
- Richard III : Richard III
- Henry IV : Henri IV
- King John : Le Roi Jean
- Titus Andronicus : Titus Andronicus
- Romeo and Juliet : Roméo et Juliette[13]

Dans cette liste, il apparaît un titre inconnu, Love's Labour's Won, qui semble faire pendant à Love's Labour's Lost, mais dont on ne connaît pas le texte. Il s'agit soit d'une erreur de Meres, soit d'une pièce perdue, soit le titre initial d'une pièce connue qui a été rebaptisée, La Mégère apprivoisée étant une candidate possible, tant son absence est étonnante dans la liste de Meres, comme pourrait y correspondre aussi Beaucoup de bruit pour rien. Ce titre inconnu a fait naître des spéculations sans fin chez les universitaires.
Selon Hyland, cette liste est plus frustrante qu'utile, car elle ne donne pas le bon ordre chronologique des pièces. Par exemple, Richard III et Titus Andronicus précédent presque certainement Richard II, qui est en première position des tragédies. De plus Henri VI n'y figure pas, alors qu'elle fait partie des premières pièces, ce qui, dit Hyland, donne des munitions à ceux qui veulent denier à Shakespeare la paternité de cette pièce.

### Traductions
Meres a aussi publié des traductions, probablement à partir du français, de deux ouvrages religieux de l'Espagnol Louis de Grenade. Le premier, Granados Devotion, exactly teaching how a Man may truely dedicate and devote himself unto God (mai 1598), est dédié à Will Sammes de Middle Temple. Le second, Sinners Guide, a Worke contayning the whole Regiment of Christian Life (1614), est dédié à sir Thomas Egerton.

### Gods Arithmeticke
On connaît aussi de lui un sermon intitulé Gods Arithmeticke (1597).